# Rennrodel-Europameisterschaften 1976
Die Rennrodel-Europameisterschaften 1976 fanden vom 17. bis 18. Januar im schwedischen Hammarstrand statt, an der Sportler aus acht Ländern teilnahmen. Hammarstrand war nach 1970 zum zweiten Mal Austragungsort dieses Wettbewerbes.

## Einsitzer der Frauen
| Platz | Sportler          | Land | Gesamtzeit Rückstand |
| ----- | ----------------- | ---- | -------------------- |
| 1     | Vera Zozuļa       | URS  | 3:10,62              |
| 2     | Agneta Lindskog   | SWE  | 3:11,71 / +1,09      |
| 3     | Halina Biegun     | POL  | 3:12,17 / +1,55      |
| 4     | Anna Majewskaja   | URS  | 3:12,48 / +1,86      |
| 5     | Veronica Holmsten | SWE  | 3:12,56 / +1,94      |
| 6     | Monika Jedamski   | GDR  | 3:12,76 / +2,14      |
| …     | …                 | …    | …                    |
| 8     | Heidi Reiß        | GDR  | 3:14,36 / +3,74      |

## Einsitzer der Männer
| Platz | Sportler                 | Land | Gesamtzeit Rückstand |
| ----- | ------------------------ | ---- | -------------------- |
| 1     | Wolfram Fiedler          | GDR  | 3:18,597             |
| 2     | Michael Gårdebäck        | SWE  | 3:21,216 / +2,619    |
| 3     | Hans-Heinrich Winkler    | GDR  | 3:22,300 / +3,703    |
| 4     | Aigars Kriķis            | URS  | 3:23,445 / +4,848    |
| 5     | Morten Nordeide Johansen | NOR  | 3:23,496 / +4,899    |
| 6     | Dainis Bremse            | URS  | 3:23,741 / +5,144    |
| 7     | Bernhard Glass           | GDR  | 3:23,820 / +5,223    |

## Doppelsitzer der Männer
| Platz | Sportler                        | Land | Gesamtzeit Rückstand |
| ----- | ------------------------------- | ---- | -------------------- |
| 1     | Bernd Dreyer Roland Herdmann    | GDR  | 1:25,93              |
| 2     | Asle Strand Helge Svensen       | NOR  | 1:25,99 / +0,06      |
| 3     | Dainis Bremse Aigars Kriķis     | URS  | 1:26,53 / +0,60      |
| 4     | Eilif Nedberg Martin Ore        | NOR  | 1:26,66 / +0,73      |
| 5     | Volker Messing Wolfgang Seifert | GDR  | 1:26,77 / +0,84      |
| 6     | Lindberg Olsson                 | SWE  | 1:26,77 / +0,84      |

## Medaillenspiegel
| Platz | Land                            | Gold | Silber | Bronze | Gesamt |
| ----- | ------------------------------- | ---- | ------ | ------ | ------ |
| 1     | Deutsche Demokratische Republik | 2    | –      | 1      | 3      |
| 2     | Sowjetunion                     | 1    | –      | 1      | 2      |
| 3     | Schweden                        | –    | 2      | –      | 2      |
| 4     | Norwegen                        | –    | 1      | –      | 1      |
| 5     | Polen                           | –    | –      | 1      | 1      |